# گدارد (دهانه)
گدارد یک دهانه برخوردی در ماه‌ است.

## دهانه‌های اقماری
این دهانه ۳ دهانه اقماری دارد.
| Goddard | عرض جغرافیایی | طول جغرافیایی | قطر          |
| ------- | ------------- | ------------- | ------------ |
| A       | ۱۷.۰° N       | ۸۹.۶° E       | ۱۲.۰ کیلومتر |
| C       | ۱۶.۵° N       | ۸۵.۱° E       | ۴۹.۰ کیلومتر |
| B       | ۱۶.۰° N       | ۸۶.۸° E       | ۱۲.۰ کیلومتر |